# 趙宗諤
趙宗諤（11世纪—1082年），北宋宗室。宋太宗曾孙，赵元份之孙，赵允宁长子。
嘉祐四年（1059年）十一月乙卯，左龍武軍大將軍、深州防禦使趙宗諤，為沂州防禦使，進封虢國公。请求按照使相的官品给俸禄，宋仁宗以他没有兼侍中，命令他询问主管官吏，赵宗谔上书自陈，于是御史张商英弹劾他招权立威等罪，获罪取消平章事。宋英宗即位，还复趙宗諤所夺之官。治平三年（1066年）七月乙丑，奉國留後、虢國公趙宗諤為保靜節度使。官至集庆军节度使、同中书门下平章事，元丰元年（1078年）四月乙丑，趙宗諤為鎮南軍節度使、同平章事，進封豫章郡王。元丰三年（1080年），九月鎮南軍節度使、檢校司空、同平章事、豫章郡王赵宗諤為開府儀同三司。元丰五年（1082年）六月癸酉，鎮南節度使、開府儀同三司、豫章郡王趙宗諤薨。宋神宗輟視朝二日，臨奠，贈太尉、韓王。太常谥荣孝，上省集合众议反对，改为荣恭，仆射王珪再反对，于是谥荣思。有八子：赠左领军卫将军赵仲㐾、惠国公赵仲迁、惠国公赵仲越、太子右内率府副率赵仲黡、成王赵仲营、少师通义侯赵仲料、徐州观察使赵仲㐰、北海侯赵仲维。